# Kaplan

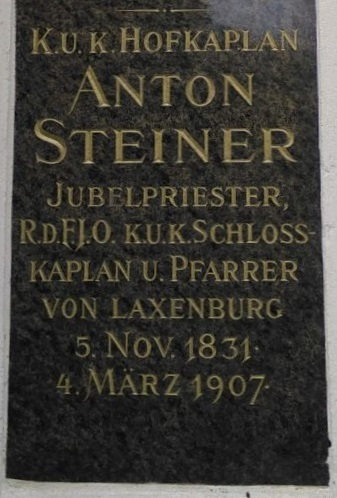
Grab des kaiserlichen Hofkaplans Anton Steiner, Wiener Zentralfriedhof

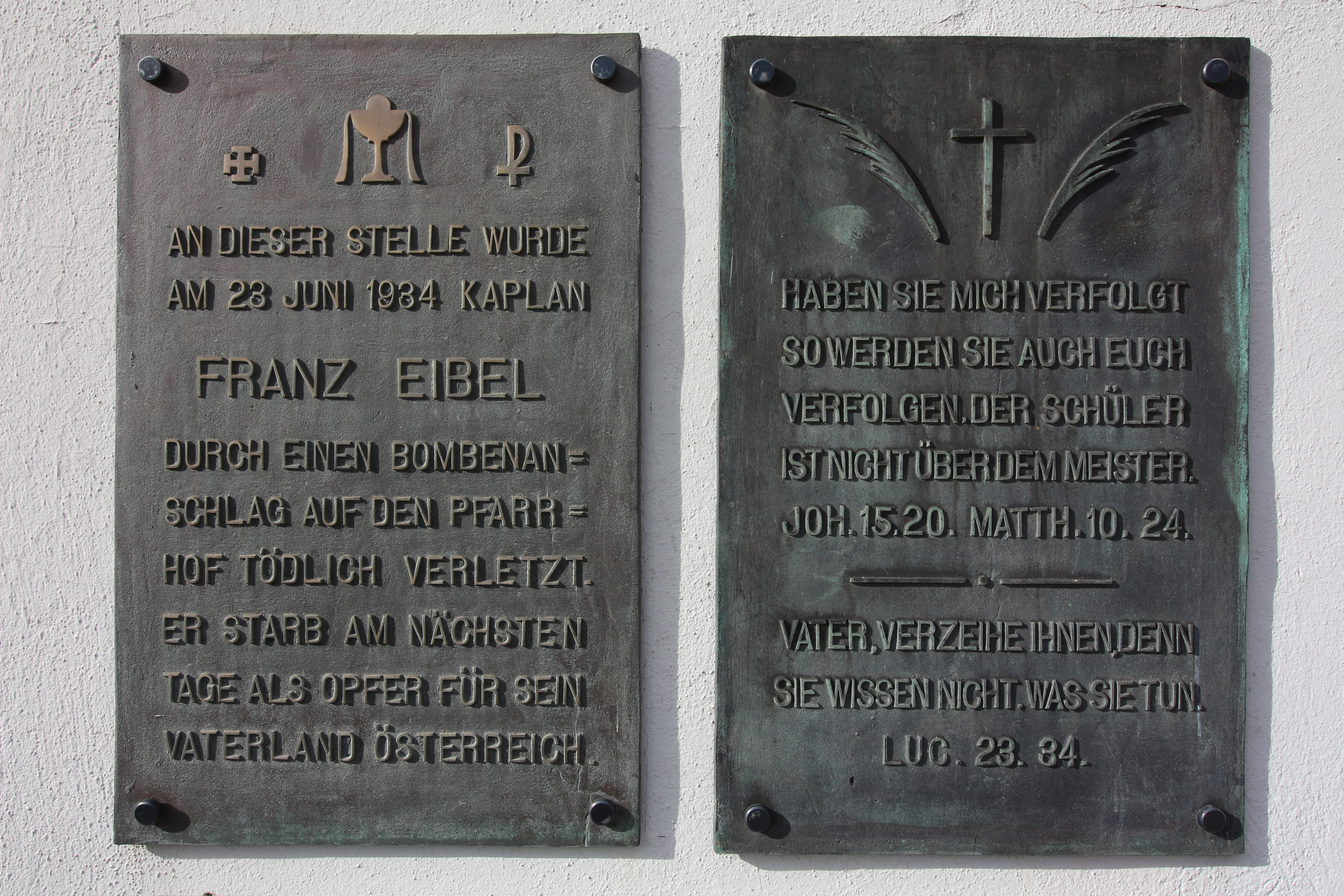
Gedenktafel an den 1934 bei einem Bombenanschlag getöteten Kaplan Franz Eibel am Pfarrhof Kapfenberg-St. Oswald

 Kaplan  (älter auch Kapellan, von lateinisch capellanus „einer (fränkischen) Hofkapelle zugeordneter Kleriker“, daraus mittelhochdeutsch kaplan) ist ein kirchliches Amt in der römisch-katholischen Kirche und der anglikanischen Kirche. Im Mittellateinischen ist ein capellanus ein Hilfspriester. Seine Wohnung wird zuweilen als „Kaplanei“ bezeichnet.
Nach 564–572  CIC ist damit ein Priester mit einem extraterritorialen Seelsorgebereich für einen bestimmten Personenkreis gemeint, etwa in Krankenhäusern, Gefängnissen oder militärischen Einrichtungen. In den meisten deutschen Diözesen ist es jedoch üblich, diesen Seelsorgern den Titel Pfarrer zu verleihen (beispielsweise Krankenhauspfarrer, Gefängnispfarrer oder Militärpfarrer), wenngleich aus diesem Titel keine pfarrherrlichen Rechte abgeleitet werden können.
Im deutschen Sprachraum wird die Bezeichnung Kaplan auch für einen Pfarrvikar verwendet, der in den ersten Jahren nach seiner Priesterweihe einem Pfarrer unterstellt ist und noch keine Alleinverantwortung für eine Pfarrei trägt; er soll in dieser Zeit die notwendige Erfahrung sammeln und übernimmt daher teilweise Aufgaben des Pfarrers. Bis in die zweite Hälfte des 20. Jahrhunderts gab es in den meisten Pfarreien einen Kaplan, in großen Pfarreien mehrere. Heute sind sie aufgrund der gesunkenen Zahl der Neupriester nur noch selten anzutreffen. 
Je nach örtlicher Gewohnheit wird der Kaplan als Mitarbeiter eines Pfarrers in manchen Bistümern Vikar genannt – eine Bezeichnung, die der Codex Iuris Canonici 1983 für diese Funktion vorsieht: vicarius paroecialis.

## Kooperator
Im bairischen Sprachraum und im Bistum Trier wird meist auch die Bezeichnung Kooperator (Mitarbeiter des Pfarrers) verwendet. In der Erzdiözese Wien wurden die Hilfsgeistlichen in den Pfarreien bis 1938 als Kooperatoren oder Cooperatoren bezeichnet. Mit Beschluss der österreichischen Bischofskonferenz vom 28. September 1938 wurde dann die deutsche Bezeichnung Kaplan übernommen. 
Ganz ungebräuchlich geworden sind die Bezeichnungen Adjunkt und Supernumerarius. In Gemeinden mit mehreren Hilfspriestern wurde früher der dienstjüngste als „Adjunkt“ bezeichnet, ein weiterer als „Vikar“ und der dienstälteste als Kaplan.
Die Kapläne der Diözesanbischöfe sind alle zugleich Geheimsekretäre, weil sie im Auftrag des Bischofs arbeiten und in diesem Sinn der Geheimhaltung unterliegen. Hierbei handelt es sich jedoch nicht unbedingt, wie in Pfarreien, um Neupriester, die dieses Amt zur Ausbildung übernehmen, sondern um bereits erfahrene Geistliche.